# Royal Orée (hockey)
Royal Orée HC is een Belgische hockeyclub uit Sint-Pieters-Woluwe. 

## Geschiedenis
De club werd op 29 februari 1928 opgericht door enkele dissidenten van White Star HC en zou uitgroeien tot een omnisportvereniging, de Royal Orée Tennis Hockey & Bridge Club. De hockeyclub is bij de KBHB aangesloten met stamnummer 116. De clubkleur is blauw.
Onder haar voormalige bestuursleden bevonden zich Fred Pringiers (voorzitter van de KBHB van 1959 tot 1974) en Maurice Fraikin (oprichter van de EHF en tevens organisator van de eerste officieuze Europacup in 1969). Huidig voorzitter is Didier Vertessen.

## Accommodatie
Orée beschikt over twee kunstgrasvelden met veldverlichting.

## Palmares
Heren
- 3x Landskampioen (zaal): 2001, 2002 en 2007
- 3x Winnaar Beker van België (veld): 1979, 1997 en 1998

## Bekende (ex-)spelers
- Camille Belis
- Quentin Bigaré
- Nicolas Bogaerts
- Pierre Delbecque
- Vincent Deneumostier
- Alexandre de Paeuw
- John-John Dohmen
- Guerlain Hawaux
- Edmond Leplat
- Max Plennevaux
- Jacques Rémy
- Philippe Simar
- Emmanuel Stockbroekx
- Alexia 't Serstevens
- Florent van Aubel
- David Van Rysselberghe
- Caroline Wagemans